# Bernhard Mazegger
Bernhard Mazegger (* 14. Dezember 1793 in Tartsch; † 20. Mai 1876 in Obermais) war ein österreichischer Arzt und Politiker.

## Leben
Mazegger war der Sohn eines Schuhmachers und katholischer Konfession. Er studierte Medizin an den Universitäten Wien und Padua. 1828 wurde er zum Dr. med. promoviert. Von 1828 bis 1876 arbeitete er als praktischer Arzt. Er lebte zunächst in Mals, von 1834 bis 1836 in Bozen, 1836 in Verona von 1836 bis 1838 in Innsbruck, von 1838 bis 1840 in Mailand und ab 1840 in Obermais. 1840 war er Mitgründer einer Kaltwasserheilanstalt in Obermais.
Vom 23. März 1849 (für Alois Flir) bis zum 16. April 1849 vertrat er den Wahlkreis Tirol und Vorarlberg (1. Oberinntal, Landeck) in der Frankfurter Nationalversammlung. Im Parlament blieb er fraktionslos und stimmte überwiegend mit dem Rechten Zentrum. Er gehörte zu den Abgeordneten, die gegen die Wahl Friedrich Wilhelms IV. zum Kaiser der Deutschen stimmten.
Daneben war er Mitarbeiter mehrerer Zeitschriften und Zeitungen, darunter der Almanachs "Alpenblumen aus Tirol". Er war Autor belletristischer, medizinischer und theologischer Schriften (u. a. "Gedichte", Innsbruck 1857).
Sein gleichnamiger Sohn (1837–1921) wurde Arzt und Heimatforscher.